# The King's Messenger (film 1908)
The King's Messenger è un cortometraggio muto del 1908 diretto da Wallace McCutcheon.

## Produzione
Il film fu prodotto dalla American Mutoscope & Biograph. Venne girato a Asbury Park, nel New Jersey.

## Distribuzione
Distribuito dalla American Mutoscope & Biograph, il film - un cortometraggio di 267 metri - uscì nelle sale cinematografiche USA il 29 aprile 1908.
Copia della pellicola, un positivo in 16 mm., viene conservata negli archivi della Library of Congress.